# Castell de Fórnols
Les restes de l'antic castell de Fórnols es troben a la part alta del poble de Fórnols de Cadí, al municipi de la Vansa i Fórnols, situat en la part occidental del vessant sud de la serra del Cadí.

## Història
Al segle xiii, i possiblement també el XIV, aquesta fortalesa fou patrimoni dels Pinós. El primer esment del lloc de Fórnols conegut fa referència al seu castell, quan Galceran III de Pinós, en el seu testament del 1277, deixava al seu fill «Galceran totam vallem Lavança, cum castrum de Fornuls». Posteriorment fou infeudat a Maimó de Josa el 1313 per Pere II Galceran de Pinós. Poc temps abans, la potestat del castell de Fórnols i la d'altres fortaleses de la vall de Lavansa fou requerida al comte d'Urgell per part del cavaller Pere de Santa Eulàlia. La possessió de la castlania fou objecte de sovintejats conflictes durant el segle xiv. Així, per exemple, el 1306 consta que el procurador de Pere Galceran de Pinós, amb notari i testimonis convocats especialment, protesta davant la porta del castell de Fórnols contra Guillem Saguàrdia, escuder i procurador d'Ermengol, comte d'Urgell, reclamant-li la potestat sobre el dit castell segons certs documents que té.
En el fogatge del segle xvi i fins a la l'abolició dels senyorius jurisdiccionals al segle xix, Fórnols del Cadí apareix vinculat al capítol de la Seu d'Urgell.

## Arquitectura
L'estructura emmurallada del poble de Fórnols és encara ben perceptible. Les restes més visibles del castell són una cantonada d'una antiga construcció que devia fer, en la part superior, 10 X 6,50 m L'estructura s'aferma a una roca. Els carreus, de pedra calcària, molt ben treballats amb maceta, no són gaire grossos -una mitjana de 35 X 20 cm_ però estan disposats amb gran regularitat, si bé han estat desplaçats en molts indrets per panys de paret molt irregulars, sens dubte posteriors. El gruix del mur és d'uns 80 cm. La resta de murs estan integrats en construccions veïnes. Les més antigues es poden datar cap als segles XII o XIII.